# Municipalità di Phnom Penh
La municipalità di Phnom Penh (រាជធានីភ្នំពេញ in lingua khmer) è l'ente territoriale dell'area metropolitana di Phnom Penh e amministrativamente corrisponde ad una provincia della Cambogia. La municipalità di Phnom Penh ha una popolazione di 1.501.725 abitanti ed essendo un ente speciale è l'unica municipalità della Cambogia.

## Geografia
La municipalità ha un'area di 678.46 km² ed è un'enclave circondata dalla provincia di Kandal al centro-sud della nazione. Sorge su di una pianura alluvionale priva di alture alla confluenza tra i fiumi Tonle Sap e Mekong e l'effluente Bassac. Ne fa parte anche la penisola di Chroy Changvar.

## Suddivisioni
La municipalità di Phnom Penh ha 9 distretti (chiamati Khans) divisi in 96 comuni (chiamati Sangkat) e 897 villaggi. 
| ISO  | Khan (Distretto)  | Sangkat (Comuni) |
| ---- | ----------------- | --- |
| 1201 | Chamkar Mon       | Tonle Basak, Boeng Keng Kang Muoy, Boeng Keng Kang Pir, Boeng Keng Kang Bei, Oulampik, Tuol Svay Prey Ti Muoy, Tuol Svay Prey Ti Pir, Tumnob Tuek, Tuol Tumpung Ti Pir, Tuol Tumpung Ti Muoy, Boeng Trabaek, Phsar Daeum Thkov |
| 1202 | Doun Penh         | Phsar Thmei Ti Muoy, Phsar Thmei Ti Pir, Phsar Thmei Ti Bei, Boeng Reang, Phsar Kandal Ti Mouy, Phsar Kandal Ti Pir, Chakto Mukh, Chey Chummeah, Phsar Chas, Srah Chak, Voat Phnum                                             |
| 1203 | Prampir Meakkakra | Ou Ruessei Ti Muoy, Ou Ruessei Ti Pir, Ou Ruessei Ti Bei, Ou Ruessei Ti Buon, Monourom, Mittakpheap, Veal Vong, Boeng Prolit                                                                                                   |
| 1204 | Tuol Kouk         | Phsar Depou Ti Muoy, Phsar Depou Ti Pir, Phsar Depou Ti Bei, Tuek L'ak Ti Muoy, Tuek L'ak Ti Pir, Tuek L'ak Ti Bei, Boeng Kak Ti Muoy, Boeng Kak Ti Pir, Phsar Daeum Kor, Boeng Salang                                         |
| 1205 | Dangkao           | Dangkao, Pong Tuek, Prey Veaeng, Prey Sa, Krang Pongro, Prateah Lang, Sak Sampov, Cheung Aek, Kong Noy, Preaek Kampues, Roluos, Spean Thma, Tien                                                                               |
| 1206 | Mean Chey         | Stueng Mean Chey, Boeng Tumpun, Preaek Pra, Chhbar Ampov Ti Muoy, Chhbar Ampov Ti Pir, Chak Angrae Leu, Chak Angrae Kraom, Nirouth, Kbal Kaoh, Preaek Aeng, Preaek Thmei, Veal Sbov                                            |
| 1207 | Ruessei Kaev      | Tuol Sangkae, Svay Pak, Kilomaetr Lekh Prammuoy, Ruessei Kaev, Preaek Lieb, Preaek Ta Sek, Chrouy Changvar, Chrang Chamreh Ti Muoy, Chrang Chamreh Ti Pir, Bak Kaeng, Kaoh Dach                                                |
| 1208 | Sen Sok           | Phnom Penh Thmei, Tuek Thla, Khmuonh, Ponhea Pon, Preaek Phnov, Samraong |
| 1209 | Pou Senchey       | Trapeang Krasang, Kouk Roka, Phleung Chheh Roteh, Chaom Chau, Kakab, Samraong Kraom, Krang Thnong, Boeng Thum, Kamboul, Kantaok, Ovlaok, Ponsang, Snaor                                                                        |